# Oedothorax holmi
Oedothorax holmi là một loài nhện trong họ Linyphiidae.
Loài này thuộc chi Oedothorax. Oedothorax holmi được Jörg Wunderlich miêu tả năm 1978.